# Paulina Hermann
Paulina Hermann, poznata kao Mačkamama (njemački: Katzenmutter),  punim imenom Paulina Carolina Theresia Hermann, (rođ. pl. Lobe, Nova Gradiška, 1. lipnja 1859. – Osijek, 9. veljače 1938.) bila je poznata dobrostojeća građanka Osijeka. 

## Životopis
Rođena je u plemićkoj veleposjedničkoj obitelji u Novoj Gradiški. Otac joj se zvao Ivan, a mati Marija rođ. Blau. Imala je tri mlađa brata. 
U Osijek je pristigla udajom za Dragutina Hermanna, uglednog i bogatog Osječanina povezanog s brojnim gradskim obiteljima. Između ostalog, Dragutin je bio suvlasnik tvrtke »Türner i sin«, najstarije špecerajsko-kolonijalne trgovine u gradu, te je bio član Crkvenog odbora, zadužen za izgradnju župne crkve Svetih Petra i Pavla, što obitelj Hermann neizravno povezuje i s biskupom Josipom Jurjom Strossmayerom. 
Ime Pauline Hermann prvi se puta spominje 1885. godine, kada je upisana kao suvlasnica obiteljskih nekretnina Hermannovih. 
Obitelj Hermann posjedovala je kuću u Industrijskoj četvrti, danas poznatu kao Villa Hermann ili dvorac Mačkamama. Paulina je bila dobrotvorka i pomagala je siromašnim Osječanima. Početkom 1930-ih, nekoliko godina poslije Dragutinove smrti, ponovno se udala, i to za austrijskog baruna Wesselyja. O njenom životu zna se iznimno malo, većinom iz usmene predaje. Najpoznatija je po ljubavi prema mačkama i drugim životinjama, zbog čega je dobila nadimak Mačkamama, a po njoj i njen dom. Bila je društvena osoba koja je okupljala gradske uglednike. Voljela je i putovanja. 
Pokopana je na osječkom groblju Svete Ane. Grobnica danas ne postoji, a nadgrobni je spomenik navodno uklonjen da bi se grobno mjesto prodalo novim vlasnicima.
Nedaleko Paulininog negdašnjeg doma nalazi se i drveni kip koji predstavlja njen lik okružen mačkama kao specifično obilježje tog dijela Osijeka.

## Radovi o Paulini Hermann
- Valenčić, Božica. Vila Pauline Hermann – Dvorac “Mačkamame” u Osijeku.
- Muzej Slavonije Osijek: Osječki zbornik XXI, 1991.